# Takuro Uehara
Takuro Uehara (上原 拓郎 Uehara Takuro?, Hokkaido, 8 de julio de 1991) es un futbolista japonés que juega como centrocampista en el Taichung Futuro F. C. de Taiwán.

## Trayectoria

### Clubes
| Club                  | País               | Año       |
| --------------------- | ------------------ | --------- |
| Consadole Sapporo     | Japón              | 2014      |
| Roasso Kumamoto       | Japón              | 2015-2018 |
| F. C. Imabari         | Japón              | 2019-2023 |
| Taichung Futuro F. C. | República de China | 2024-     |